# О Боже, какой мужчина!
«О Боже, какой мужчина!» — песня и сингл российской исполнительницы Натали, вышедшие в свет в конце 2012 года. 6 февраля 2013 года на эту песню был выпущен видеоклип. Видеоклип к середине апреля 2013 года был просмотрен почти 2,5 миллиона раз, к концу 2013 года число просмотров превысило 12 миллионов, а на начало 2019 года этот клип набрал более 66 миллионов просмотров. Клип был представлен широкой публике на телевидении 3 апреля в передаче Первого канала «Пусть говорят».
Текст песни пришёл певице письмом на её электронную почту от автора Розы Зименс. Роза посылала свои тексты многим композиторам, однако обратила внимание на песню только Натали. По словам певицы, музыку к словам она написала за час.
Один из самых популярных российских хитов 2013 года, лидирующий в хит-параде «Русского радио» «Золотой граммофон» и возглавивший российский чарт iTunes.
Композиция получила специальную награду в категории «Иногда они возвращаются» на премии RU.TV 2013.

## Реакция критики
Булат Латыпов из «Афиши» причислил песню к главным десяти весенним поп-хитам в России и писал, что первоначально ничто не предвещало успех композиции в чартах, так как ситуация с Натали предполагала для неё «прямой курс на забвение» и, тем не менее, «тут такой гамма-всплеск! Подняться на поверхность Натали помогла поэт-фрилансер Роза Зименс, посылавшая свои стихи чуть ли не всем композиторам подряд, но сорвавшая куш лишь с „Джонни Деппом и Брэдом Питтом в одном флаконе“. И тёте Розе впору повышать свои расценки — песня реально тащит!».
Поэт-песенник и исполнитель Симон Осиашвили назвал песню «О Боже, какой мужчина!» (женским) ответом на появившийся восемнадцатью годами раньше шлягер «Ах, какая женщина!» группы «Фристайл».

## В искусстве и массовой культуре
Фрагмент песни звучит в фильме «Горько!» (2013) Жоры Крыжовникова в сцене свадьбы в ресторане после бегства жениха и невесты.
Песня использована режиссёром Андреем Звягинцевым в фильме «Левиафан» (2014) в сцене пикника; по словам Звягинцева, он старался подбирать для фильма песни, которые звучат в каждом кабачке и ресторанчике и составляют нашу звуковую среду.

## Список композиций
- Цифровой сингл iTunes[16]

1. «О Боже, какой мужчина» — 3:26

## Участники записи
- Автор музыки: Наталья Рудина (Натали)[6][17]
- Автор слов: Роза Зименс[6][17]
- Режиссёр видеоклипа: Мария Скобелева[6][17]
- Оператор Видеоклипа: Алексей Куприянов

## Чарты
| Страна и чарт                   | Высшая позиция |
| ------------------------------- | -------------- |
| Красная звезда. Сводный чарт    | 2              |
| Красная звезда. Чарт продаж     | 1              |
| Красная звезда. Радиочарт       | 17             |
| Красная звезда. Видеочарт       | 33             |
| Красная звезда. Экспертный чарт | 4              |
| Красная звезда. Народный чарт   | 1              |
| Ukrainian Airplay Chart         | 23             |

## Награды и номинации
| Год  | Награда           | Номинированная работа         | Категория               | Результат |
| ---- | ----------------- | ----------------------------- | ----------------------- | --------- |
| 2013 | Премия RU.TV      | Песня «О Боже, какой мужчина» | Иногда они возвращаются | Победа    |
| 2013 | Золотой граммофон | Песня «О Боже, какой мужчина» | Лучшая песня года       | Победа    |
| 2013 | Красная звезда    | Песня «О Боже, какой мужчина» | 20 лучших песен года    | Победа    |

## История релиза
| Регион | Дата          | Формат               | Лейбл           |
| ------ | ------------- | -------------------- | --------------- |
| СНГ    | 5 ноября 2012 | Радиоротация         | —               |
| Россия | 11 марта 2013 | Цифровая дистрибуция | Digital Project |